# علامة جذر

في الرياضيات، علامة الجذر هي رمز للجذر التربيعي أو جذر نوني لعدد ما. يُكتب جذر العدد {\displaystyle x}على الصورة:
{\displaystyle {\sqrt {x}}}
بينما يُكتب الجذر النوني إلى س على الصورة:
{\displaystyle {\sqrt[{n}]{x}}}
وُيستعمل رمز الجذر أيضاً في التعبير عن معادلات رياضية متقدمة أخرى.

## الأصل
أصل رمز الجذر √ مُختلف عليه. حيث تُشير مصادر إلى أن الرمز استعمله الرياضيون العرب، من بينهم أبو الحسن علي القلصادي (1421-1486م) حيث كان أصل الرمز هو حرف الجيم «ج» اختصاراً لكلمة «جذر». رغم ذلك، يعتقد بعض العلماء من بينهم أويلر، أنَّ رمز الجذر يتأصل من حرف «r» من الكلمة اللاتينية (radix) التي تعني جذر.
وُجد الرمز لأول مرة مطبوعاً دون خط علوي في عام 1525 في كتاب «Die Coss» للرياضياتي الألماني كريستوف غودولف. في عام 1637م رينيه ديكارت كان أول من يضيف الخط العلوي على علامة الجذر للحصول على العلامة المُتعارف عليها اليوم.

## الترميز
| القراءة        | الرمز | يونيكود | أسكي    | الرابط    | HTML (أخرى) |
| -------------- | ----- | ------- | ------- | --------- | ----------- |
| الجذر التربيعي | √     | U+221A  | &#8730; | %E2%88%9A | &radic;     |
| الجذر التكعيبي | ∛     | U+221B  | &#8731; | %E2%88%9B |             |
| الجذر الرابع   | ∜     | U+221C  | &#8732; | %E2%88%9C |             |

في اللاتخ يُحصل رمز الجذر التربيعي باستخدام الأمر «sqrt\» وللحصول على الرمز نفسه دون الخط العلوي يُستخدم الأمر «surd\».